# Fran P. Mainella
Fran P. Mainella (née en 1947) est la 16e directrice de l'US National Park Service (NPS) et la première femme à occuper ce poste. Elle a été nommée par le Président George W. Bush, et agréée par le Sénat, en 2001.